# Pontes Ridge
Pontes Ridge ist ein Gebirgskamm im Australischen Antarktis-Territorium. In der Britannia Range des Transantarktischen Gebirges erstreckt er sich 6 km südlich des Derrick Peak in östlicher Richtung zum McCraw-Gletscher.
Teilnehmer der von der neuseeländischen University of Waikato zwischen 1978 und 1979 unternommenen Antarktisexpedition benannten ihn nach Ad Pontes, einer altrömischen Siedlung im heutigen Staines-upon-Thames.